# 하구레역
하구레역(일본어: 波久礼駅, はぐれえき)은 일본 사이타마현 오사토군 요리이정에 있는 지치부 철도 지치부 본선의 역이다.

## 역 구조
섬식 승강장 1면 2선의 지상역으로 업무 위탁역이다.(관리역: 요리이 역)
역무원 근무 시간은 평일의 월,수,금요일은 7:00 ~ 14:00, 평일의 화,목요일은 9:00 ~ 16:00, 주말은 9:00 ~ 17:00이다.

### 승강장
| 1 | ■ 지치부 선 | 나가토로・지치부・미쓰미네구치 방면 |
| 2 | ■ 지치부 선 | 요리이・구마가야・교다시・하뉴 방면 |

## 역 주변
- 국도 제140호선
- 아라카와강
  - 다마요도 댐

## 역사
- 1903년 4월 1일: 영업 개시.

## 인접역
| 지치부 철도 ■ 지치부 본선 | 지치부 철도 ■ 지치부 본선 | 지치부 철도 ■ 지치부 본선 |
| ------------------------- | ------------------------- | ------------------------- |
| 요리이 하뉴 방면          | 보통                      | 히구치 미쓰미네구치 방면  |